# Laivajaure
Laivajaure är en sjö i Sorsele kommun i Lappland och ingår i Umeälvens huvudavrinningsområde. Sjön har en area på 1,43 kvadratkilometer och ligger 613,7 meter över havet. Laivajaure ligger i Vindelfjällen Natura 2000-område. Sjön avvattnas av vattendraget Laivajukke.

## Delavrinningsområde
Laivajaure ingår i det delavrinningsområde (733643-148490) som SMHI kallar för Utloppet av Laivajaure. Medelhöjden är 723 meter över havet och ytan är 17,24 kvadratkilometer. Det finns ett avrinningsområde uppströms, och räknas det in blir den ackumulerade arean 37,48 kvadratkilometer. Laivajukke som avvattnar avrinningsområdet har biflödesordning 4, vilket innebär att vattnet flödar genom totalt 4 vattendrag innan det når havet efter 428 kilometer. Avrinningsområdet består mestadels av skog (27 procent), sankmarker (16 procent) och kalfjäll (47 procent). Avrinningsområdet har 1,7 kvadratkilometer vattenytor vilket ger det en sjöprocent på 9,8 procent.